# Острівка (Компаніївський район)
Острівка — колишній населений пункт в Кіровоградській області у складі Компаніївського району.

## Стислі відомості
В 1930-х роках — у складі Водянської сільської ради.
В часі Голодомору 1932—1933 років нелюдською смертю померло не менше 4 людей.
Дата зникнення станом на лютий 2023 року невідома — третя четверть 20-го сторіччя.